# Ilie Clistorin
Ilie Clistorin (n. 7 iunie 1923) este un inginer moldovean, specialist în sisteme automatizate, care a fost ales ca membru corespondent al Academiei de Științe a Moldovei. 